# Nagytótipuszta
Koordináták: é. sz. 46° 58′ 41″, k. h. 21° 32′ 16″46.977983°N 21.537881°E
Nagytótipuszta a Hajdú-Bihar vármegyei Komádi egyik külterületi településrésze a település központjától keletre, az azonos nevű vasúti megállóhely pedig a Körösnagyharsány–Vésztő–Gyoma-vasútvonal egy, már megszűnt megállója. Utóbbi beceneve Perces volt, mivel a vonatok alig egy percre álltak meg. Nagytótipuszta és a Zsadányhoz tartozó Fancsikapuszta között egy keskeny nyomtávú lóré vasút (lóvontatású kisvasút) működött, amelynek itt volt az átrakója. A lórét a Fancsikapusztán birtokos Fried család építtette. A megálló 1977. május 22-ig még működött, ahol a vonatok többsége megállt, 1984-ben azonban már Magyarország vasúti térképén sem szerepelt.

## Híres szülötte
- Purjesz Lajos publicista, lapszerkesztő.

## Külső hivatkozások
- Magyarország vasútállomásai és megállóhelyei